# SN 2004fz
SN 2004fz – supernowa typu Ia odkryta 14 listopada 2004 roku w galaktyce NGC 783. W momencie odkrycia miała maksymalną jasność 15,90m.